# Idioma tidikelt
El idioma tidikelt (también conocido como: Tidikelt Tamazight o Tidikelt Bereber) es una lengua zenati de la familia de las lenguas bereberes septentrionales hablada en Argelia. Es una de las lenguas mzab-wargla. El tidikelt se habla en el noroeste de la provincia de Tamanrasset, incluso en el distrito de In Salah.
El tidikelt tiene dos dialectos; el tidikelt y el tit. El tidikelt se considera una lengua en peligro de extinción, casi  extinta, con sólo 1.000 hablantes de la lengua y en disminución.

## Clasificación
El idioma tidikelt forma parte de las lenguas bereberes y las lenguas afroasiáticas.

## Historia
La región del norte de África fue en un momento de la historia habitada principalmente por los bereberes. El nombre bereber proviene de "Barbari", que fue utilizado por los Romanos.  Barbari  es una palabra en latín que significa bárbaros. Las tribus de los bereberes se pueden encontrar en la región del norte de África, sin embargo, cuando los soldados musulmanes del Califato omeya invadieron el Magreb y los ejércitos islámicos se apoderaron de la región del Norte de África, difundieron el uso del idioma árabe, lo que finalmente condujo a la disminución del uso del Tamazight Tidikelt. A medida que se extendió el uso del idioma árabe, también lo hizo la religión del Islam. Teniendo en cuenta que el idioma árabe y el Islam están estrechamente relacionados y que muchos de los bereberes se estaban convirtiendo al Islam, el idioma tidikelt comenzó a desvanecerse.

## Distribución geográfica
Hay alrededor de 1.000 hablantes del idioma tidikelt, la mayoría de estos hablantes se pueden encontrar en el noroeste de la provincia de Tamanrasset, en Argelia, también se encuentran hablantes de tidikelt en el Sáhara Occidental, en Marruecos y en Túnez.

### Estado
El idioma tidikelt es una lengua en grave peligro de extinción.